# Karl Ludwig Leimbach
Karl Ludwig Leimbach (auch: Carl Leimbach und Karl Leimbach sowie Carl Ludwig Leimbach; * 18. Mai 1844 in Treysa; † 30. Dezember 1905 in Hannover) war ein deutscher Historiker, Gymnasiallehrer, Theologe und Literaturhistoriker, Direktor des Realgymnasiums in Goslar sowie Geheimer Regierungsrat Provinzialschulrat in Breslau und Hannover.

## Leben
Karl Ludwig Leimbach wurde gut zwei Jahrzehnte vor der Reichsgründung in Kurhessen geboren. Nach seinem Schulbesuch ging er nach Marburg, um an der dortigen Universität die Fächer Theologie und Philologie zu studieren. Leimbach schloss sein Studium mit der Promotion ab. Er promovierte im Jahre 1871 an der Universität Rostock mit der Dissertation „Über Commodians Carmen apologeticum adversus Gentes et Judaeos“.
Ab 1873 wirkte Leimbach zunächst kurzzeitig als Lehrer in Schmalkalden, dann in Hannover am seinerzeitigen Realgymnasium und schließlich am Gymnasium in Bonn, bevor er 1876 in Goslar zum Direktor der dortigen Realschule erster Ordnung berufen wurde. In der Stadt am Harz entwickelte er neben dieser Anstalt 1883 auch ein Humangymnasium, mit dem im Jahr 1886 erst ein „Erziehungshaus“ vom Kloster Loccum und 1890 zudem ein Seminar für höhere Lehranstalten verbunden wurde.
1894 wurde Leimbach als Provinzialschulrat nach Breslau berufen, von wo aus er 1900 nach Hannover versetzt wurde.
Zu Leimbachs zahlreichen Publikationen zählt das von seinem Vater begründete Periodikum Der christliche Schulbote. Wochenblatt für evangelische Lehrer und Lehrervereine Deutschlands das er von 1882 bis 1888 herausgab. Ab 1901 fungierte Leimbach zudem als Herausgeber der in Hannover ab 1868 erschienenen Wochenschrift Haus und Schule.
Laut dem Adreßbuch, Stadt- und Geschäftshandbuch der Königlichen Residenzstadt Hannover und der Stadt Linden war der Lic. th., D. ph. Karl Leimbach unter anderem Mitglied des Provinzial-Schul-Kollegiums, Träger des Roten Adlerordens 4. Klasse und Ritter des Königlichen Hausordens von Hohenzollern in Brillanten. Für das Jahr 1906 waren Leimbachs regelmäßige Sprechstunden unter zwei verschiedenen Adressen angegeben: Von 11 Uhr bis 12 Uhr in der Brandstraße 23 sowie von 3 bis 4 Uhr nachmittags in der Simsonstraße 2.

## Schriften (Auswahl)
- Über Commodians Carmen apologeticum, Gotha 1871
- Beiträge zur Abendmahlslehre Tertullians, Gotha 1874
- Das Papiasfragment. Exegetische Untersuchung des Fragmentes (Eusebius, Hist. eccl. III, 39, 3–4) und Kritik der gleichnamigen Schrift von ... Dr. Weiffenbach, Gotha 1875
- Ueber den christlichen Dichter Caelius Sedulius und dessen Carmen paschale, 1879
- Die Lorelei, 1879
- Ausgewählte deutsche Dichtungen für Lehrer und Freunde der Litteratur / erläutert von Karl L. Leimbach, 4 Bände, 3. Auflage, Kassel 1883
  - 4., vermehrte und verbesserte Auflage, Leipzig: Kesselringsche Hofbuchhandlung (E. v. Mayer),  [1883]–[1903]
  - Bände 5 bis 8 als Supplementbände, zudem Bde. 5–13; Digitalisate über die HathiTrust Digital Library
  - dazu als Fortsetzung
    - Die deutschen Dichter der Neuzeit und Gegenwart, Bd. 1–9, Kassel 1884 bis 1903
- Hilfsbuch für den evangelischen Religionsunterricht in höhern Schulen, 3 Teile, Hannover 1881–1883
- Ausgewählte Schulreden, Goslar 1886
- Neue Schulreden, Goslar 1889
- Emanuel Geibels Leben, Werke und Bedeutung für das deutsche Volk, Biographie, Wolfenbüttel 1877
  - 2. Auflage von Trippenbach, 1894 u. a.
- Album der Schüler der ersten und zweiten Klasse des Progymnasiums (von 1840–1868), der Realschule I. Ordnung (1865–1883), des Realgymnasiums (seit 1883) und des Gymnasiums (seit 1884) zu Goslar. Mit biographischen Skizzen, zusammengestellt und herausgegeben von Karl Ludwig Leimbach, Goslar: Koch 1888
- In der Abschiedsstunde, 1894
- Das Kaiserhaus zu Goslar Kurze Angaben über seine Geschichte, Wiederherstellung und Ausschmückung, 1901
- Luthers Käthe. Vortrag, im Lutherischen Verein für Hannover, Linden und Umgegend, posthum 1906 erschienen